# CL-605
La CL-605 es una carretera de la Red Básica de la Junta de Castilla y León (España), dividida en tres tramos, (Segovia-Arévalo; Arévalo-Fuentesaúco; Fuentesaúco-Zamora) que une los municipios de Segovia, Arévalo, Fuentesaúco y Zamora. Tiene una longitud de 169,980 km.

## Localidades que atraviesa
Segovia, Valverde del Majano, Garcillán, Anaya, Santa María la Real de Nieva, Aldeanueva del Codonal, Codorniz, Montuenga,  Arévalo, Aldeaseca, Villanueva del Aceral, Barromán, Madrigal de las Altas Torres, Cantalapiedra, Villaflores, Vallesa de la Guareña, Cañizal, Villaescusa, Fuentesaúco, Argujillo, El Piñero, Casaseca de las Chanas, Arcenillas, Villaralbo y Zamora.

## Futuras mejoras
Dentro del Plan de Carreteras 2008-2020 de la Junta de Castilla y León, se tiene proyectada la construcción de una nueva autovía paralela al trazado de esta carretera entre los municipios de Segovia y Santa María la Real de Nieva. El estudio contempla un trazado de 29 km con un presupuesto inicial de  millones de euros.

## Recorrido

### Tramo Segovia - Santa María la Real de Nieva
| Segovia (Intersección con ) - Santa María la Real de Nieva (Intersección con SG-342 ) | Segovia (Intersección con ) - Santa María la Real de Nieva (Intersección con SG-342 ) | Segovia (Intersección con ) - Santa María la Real de Nieva (Intersección con SG-342 ) | Segovia (Intersección con ) - Santa María la Real de Nieva (Intersección con SG-342 ) | Segovia (Intersección con ) - Santa María la Real de Nieva (Intersección con SG-342 ) | Segovia (Intersección con ) - Santa María la Real de Nieva (Intersección con SG-342 ) | Segovia (Intersección con ) - Santa María la Real de Nieva (Intersección con SG-342 ) | Segovia (Intersección con ) - Santa María la Real de Nieva (Intersección con SG-342 ) | Segovia (Intersección con ) - Santa María la Real de Nieva (Intersección con SG-342 ) | Segovia (Intersección con ) - Santa María la Real de Nieva (Intersección con SG-342 ) | Segovia (Intersección con ) - Santa María la Real de Nieva (Intersección con SG-342 ) |
| Esquema                                                                               | PK                                                                                    | Sentido Zamora (creciente)                                                            | Sentido Zamora (creciente)                                                            | Sentido Zamora (creciente)                                                            | Sentido Zamora (creciente)                                                            | Sentido Segovia (decreciente)                                                         | Sentido Segovia (decreciente)                                                         | Sentido Segovia (decreciente)                                                         | Sentido Segovia (decreciente)                                                         | Notas                                                                                 |
| Esquema                                                                               | PK                                                                                    | Velocidad                                                                             | Elemento                                                                              | Salida                                                                                | Salida                                                                                | Salida                                                                                | Salida                                                                                | Elemento                                                                              | Velocidad                                                                             | Notas                                                                                 |
| Esquema                                                                               | PK                                                                                    | Velocidad                                                                             | Elemento                                                                              | Dir.                                                                                  | Nombre                                                                                | Nombre                                                                                | Dir.                                                                                  | Elemento                                                                              | Velocidad                                                                             | Notas                                                                                 |
| ------------------------------------------------------------------------------------- | ------------------------------------------------------------------------------------- | ------------------------------------------------------------------------------------- | ------------------------------------------------------------------------------------- | ------------------------------------------------------------------------------------- | ------------------------------------------------------------------------------------- | ------------------------------------------------------------------------------------- | ------------------------------------------------------------------------------------- | ------------------------------------------------------------------------------------- | ------------------------------------------------------------------------------------- | ------------------------------------------------------------------------------------- |
|                                                                                       | 0,0                                                                                   |                                                                                       |                                                                                       | Villacastín Ávila Madrid Todas direcciones                                            | Villacastín Ávila Madrid Todas direcciones                                            | Villacastín Ávila Madrid Todas direcciones                                            |                                                                                       |                                                                                       |                                                                                       |                                                                                       |
| Hospital Segovia (centro)                                                             | 0,0                                                                                   |                                                                                       |                                                                                       |                                                                                       |                                                                                       |                                                                                       |                                                                                       |                                                                                       |                                                                                       |                                                                                       |
| Santa María la Real de Nieva Arévalo Zamora                                           | 0,0                                                                                   |                                                                                       |                                                                                       |                                                                                       |                                                                                       |                                                                                       |                                                                                       |                                                                                       |                                                                                       |                                                                                       |
|                                                                                       | 2,1                                                                                   |                                                                                       |                                                                                       |                                                                                       | CL-607 Segovia Ntra.Sra. Fuencisla                                                    | CL-607 Segovia Ntra.Sra. Fuencisla                                                    |                                                                                       |                                                                                       |                                                                                       |                                                                                       |
|                                                                                       | 2,1                                                                                   | Torredondo Club de Tenis Juan Bravo                                                   |                                                                                       |                                                                                       |                                                                                       |                                                                                       |                                                                                       |                                                                                       |                                                                                       |                                                                                       |
|                                                                                       | 2,5                                                                                   |                                                                                       |                                                                                       |                                                                                       | A.I. Nicomedes García Erm. la Aparecida                                               |                                                                                       |                                                                                       |                                                                                       |                                                                                       |                                                                                       |
|                                                                                       | 4,5                                                                                   |                                                                                       |                                                                                       |                                                                                       | A.I. Nicomedes García                                                                 |                                                                                       |                                                                                       |                                                                                       |                                                                                       |                                                                                       |
|                                                                                       | 5,8                                                                                   |                                                                                       |                                                                                       | SG-V-3131 Valverde del Majano SG-V-3122 Hontanares de Eresma                          | SG-V-3131 Valverde del Majano SG-V-3122 Hontanares de Eresma                          | SG-V-3131 Valverde del Majano SG-V-3122 Hontanares de Eresma                          | SG-V-3131 Valverde del Majano SG-V-3122 Hontanares de Eresma                          |                                                                                       |                                                                                       |                                                                                       |
| 6,4                                                                                   |                                                                                       |                                                                                       |                                                                                       | SG-V-3131 Valverde del Majano SG-V-3122 Hontanares de Eresma                          | SG-V-3131 Valverde del Majano SG-V-3122 Hontanares de Eresma                          | SG-V-3131 Valverde del Majano SG-V-3122 Hontanares de Eresma                          | SG-V-3131 Valverde del Majano SG-V-3122 Hontanares de Eresma                          |                                                                                       |                                                                                       |                                                                                       |
|                                                                                       | 7,5                                                                                   |                                                                                       |                                                                                       | SC-SG-19                                                                              | SC-SG-19                                                                              | SC-SG-19                                                                              | SC-SG-19                                                                              |                                                                                       |                                                                                       |                                                                                       |
|                                                                                       | 10,2                                                                                  |                                                                                       |                                                                                       | SG-V-3125 Planta de tratamiento de residuos                                           | SG-V-3125 Planta de tratamiento de residuos                                           | SG-V-3125 Planta de tratamiento de residuos                                           | SG-V-3125 Planta de tratamiento de residuos                                           |                                                                                       |                                                                                       |                                                                                       |
|                                                                                       | 11,0                                                                                  |                                                                                       |                                                                                       |                                                                                       | Área de servicio                                                                      |                                                                                       |                                                                                       |                                                                                       |                                                                                       |                                                                                       |
|                                                                                       | 11,0                                                                                  | SG-313 Garcillán Abades                                                               |                                                                                       |                                                                                       |                                                                                       |                                                                                       |                                                                                       |                                                                                       |                                                                                       |                                                                                       |
|                                                                                       | 11,2                                                                                  |                                                                                       |                                                                                       |                                                                                       |                                                                                       | SG-313 Garcillán Abades Área de servicio                                              |                                                                                       |                                                                                       |                                                                                       |                                                                                       |
|                                                                                       | 11,8                                                                                  |                                                                                       |                                                                                       |                                                                                       | SG-V-3311 Añe Armuña Bernardos                                                        | SG-V-3311 Añe Armuña Bernardos                                                        |                                                                                       |                                                                                       |                                                                                       |                                                                                       |
|                                                                                       | 11,8                                                                                  | Garcillán                                                                             |                                                                                       |                                                                                       |                                                                                       |                                                                                       |                                                                                       |                                                                                       |                                                                                       |                                                                                       |
|                                                                                       | 15,0                                                                                  |                                                                                       |                                                                                       |                                                                                       | Camino Agrícola                                                                       | Camino Agrícola                                                                       |                                                                                       |                                                                                       |                                                                                       |                                                                                       |
|                                                                                       | 15,0                                                                                  | SG-V-3143 Anaya                                                                       |                                                                                       |                                                                                       |                                                                                       |                                                                                       |                                                                                       |                                                                                       |                                                                                       |                                                                                       |
|                                                                                       | 15,4                                                                                  |                                                                                       |                                                                                       | SC-SG-17 Vía de Servicio                                                              | SC-SG-17 Vía de Servicio                                                              | SC-SG-17 Vía de Servicio                                                              | SC-SG-17 Vía de Servicio                                                              |                                                                                       |                                                                                       |                                                                                       |
|                                                                                       | 16,2                                                                                  |                                                                                       |                                                                                       |                                                                                       | SG-V-3211 Marazuela Sangarcía Jemenuño Etreros                                        | SG-V-3211 Marazuela Sangarcía Jemenuño Etreros                                        |                                                                                       |                                                                                       |                                                                                       |                                                                                       |
|                                                                                       | 16,2                                                                                  | SC-SG-17 Vía de Servicio                                                              |                                                                                       |                                                                                       |                                                                                       |                                                                                       |                                                                                       |                                                                                       |                                                                                       |                                                                                       |
|                                                                                       | 21,9                                                                                  |                                                                                       |                                                                                       |                                                                                       | Tabladillo                                                                            | Tabladillo                                                                            |                                                                                       |                                                                                       |                                                                                       |                                                                                       |
|                                                                                       | 23,4                                                                                  |                                                                                       |                                                                                       |                                                                                       | SG-V-3223 Aragoneses Paradinas Sangarcía                                              | SG-V-3223 Aragoneses Paradinas Sangarcía                                              |                                                                                       |                                                                                       |                                                                                       |                                                                                       |
|                                                                                       | 24,7                                                                                  |                                                                                       |                                                                                       |                                                                                       | SG-V-3315 Pascuales Pinilla Ambroz                                                    | SG-V-3315 Pascuales Pinilla Ambroz                                                    |                                                                                       |                                                                                       |                                                                                       |                                                                                       |
|                                                                                       | 26,8                                                                                  |                                                                                       |                                                                                       | SANTA MARÍA LA REAL DE NIEVA                                                          | SANTA MARÍA LA REAL DE NIEVA                                                          | SANTA MARÍA LA REAL DE NIEVA                                                          | SANTA MARÍA LA REAL DE NIEVA                                                          |                                                                                       |                                                                                       |                                                                                       |
|                                                                                       | 27,0                                                                                  |                                                                                       |                                                                                       | SG-V-3222 Villoslada Balisa Paradinas Muñopedro Santovenia                            | SG-V-3222 Villoslada Balisa Paradinas Muñopedro Santovenia                            | SG-V-3222 Villoslada Balisa Paradinas Muñopedro Santovenia                            | SG-V-3222 Villoslada Balisa Paradinas Muñopedro Santovenia                            |                                                                                       |                                                                                       |                                                                                       |
|                                                                                       | 27,2                                                                                  |                                                                                       |                                                                                       | SG-V-3411 Ortigosa de Pestaño Migueláñez Bernardos Carbonero                          | SG-V-3411 Ortigosa de Pestaño Migueláñez Bernardos Carbonero                          | SG-V-3411 Ortigosa de Pestaño Migueláñez Bernardos Carbonero                          | SG-V-3411 Ortigosa de Pestaño Migueláñez Bernardos Carbonero                          |                                                                                       |                                                                                       |                                                                                       |
|                                                                                       | 27,8                                                                                  |                                                                                       |                                                                                       | SANTA MARÍA LA REAL DE NIEVA                                                          | SANTA MARÍA LA REAL DE NIEVA                                                          | SANTA MARÍA LA REAL DE NIEVA                                                          | SANTA MARÍA LA REAL DE NIEVA                                                          |                                                                                       |                                                                                       |                                                                                       |
|                                                                                       | 28,0                                                                                  |                                                                                       |                                                                                       | SG-342 Nieva Nava de la Asunción Navas de Oro Coca Cuéllar                            | SG-342 Nieva Nava de la Asunción Navas de Oro Coca Cuéllar                            | SG-342 Nieva Nava de la Asunción Navas de Oro Coca Cuéllar                            | SG-342 Nieva Nava de la Asunción Navas de Oro Coca Cuéllar                            |                                                                                       |                                                                                       |                                                                                       |

### Tramo Santa María la Real de Nieva - L. P. Ávila
| Santa María la Real de Nieva (Intersección con SG-342 ) - Martín Muñoz de la Dehesa (L. P. Ávila) | Santa María la Real de Nieva (Intersección con SG-342 ) - Martín Muñoz de la Dehesa (L. P. Ávila) | Santa María la Real de Nieva (Intersección con SG-342 ) - Martín Muñoz de la Dehesa (L. P. Ávila) | Santa María la Real de Nieva (Intersección con SG-342 ) - Martín Muñoz de la Dehesa (L. P. Ávila) | Santa María la Real de Nieva (Intersección con SG-342 ) - Martín Muñoz de la Dehesa (L. P. Ávila) | Santa María la Real de Nieva (Intersección con SG-342 ) - Martín Muñoz de la Dehesa (L. P. Ávila) | Santa María la Real de Nieva (Intersección con SG-342 ) - Martín Muñoz de la Dehesa (L. P. Ávila) | Santa María la Real de Nieva (Intersección con SG-342 ) - Martín Muñoz de la Dehesa (L. P. Ávila) | Santa María la Real de Nieva (Intersección con SG-342 ) - Martín Muñoz de la Dehesa (L. P. Ávila) | Santa María la Real de Nieva (Intersección con SG-342 ) - Martín Muñoz de la Dehesa (L. P. Ávila) | Santa María la Real de Nieva (Intersección con SG-342 ) - Martín Muñoz de la Dehesa (L. P. Ávila) |
| Esquema                                                                                           | PK                                                                                                | Sentido Zamora (creciente)                                                                        | Sentido Zamora (creciente)                                                                        | Sentido Zamora (creciente)                                                                        | Sentido Zamora (creciente)                                                                        | Sentido Segovia (decreciente)                                                                     | Sentido Segovia (decreciente)                                                                     | Sentido Segovia (decreciente)                                                                     | Sentido Segovia (decreciente)                                                                     | Notas                                                                                             |
| Esquema                                                                                           | PK                                                                                                | Velocidad                                                                                         | Elemento                                                                                          | Salida                                                                                            | Salida                                                                                            | Salida                                                                                            | Salida                                                                                            | Elemento                                                                                          | Velocidad                                                                                         | Notas                                                                                             |
| Esquema                                                                                           | PK                                                                                                | Velocidad                                                                                         | Elemento                                                                                          | Dir.                                                                                              | Nombre                                                                                            | Nombre                                                                                            | Dir.                                                                                              | Elemento                                                                                          | Velocidad                                                                                         | Notas                                                                                             |
| ------------------------------------------------------------------------------------------------- | ------------------------------------------------------------------------------------------------- | ------------------------------------------------------------------------------------------------- | ------------------------------------------------------------------------------------------------- | ------------------------------------------------------------------------------------------------- | ------------------------------------------------------------------------------------------------- | ------------------------------------------------------------------------------------------------- | ------------------------------------------------------------------------------------------------- | ------------------------------------------------------------------------------------------------- | ------------------------------------------------------------------------------------------------- | ------------------------------------------------------------------------------------------------- |
|                                                                                                   | 28,0                                                                                              |                                                                                                   |                                                                                                   | SG-342 Nieva Nava de la Asunción Navas de Oro Coca Cuéllar                                        | SG-342 Nieva Nava de la Asunción Navas de Oro Coca Cuéllar                                        | SG-342 Nieva Nava de la Asunción Navas de Oro Coca Cuéllar                                        | SG-342 Nieva Nava de la Asunción Navas de Oro Coca Cuéllar                                        |                                                                                                   |                                                                                                   |                                                                                                   |
|                                                                                                   | 30,0                                                                                              |                                                                                                   |                                                                                                   |                                                                                                   | SG-V-3214 Melque Juarros de Voltoya Martín Muñoz de las Posadas                                   | SG-V-3214 Melque Juarros de Voltoya Martín Muñoz de las Posadas                                   |                                                                                                   |                                                                                                   |                                                                                                   |                                                                                                   |
|                                                                                                   | 35,6                                                                                              |                                                                                                   |                                                                                                   | Río Voltoya                                                                                       | Río Voltoya                                                                                       | Río Voltoya                                                                                       | Río Voltoya                                                                                       |                                                                                                   |                                                                                                   |                                                                                                   |
|                                                                                                   | 39,0                                                                                              |                                                                                                   |                                                                                                   | ALDEANUEVA DEL CODONAL                                                                            | ALDEANUEVA DEL CODONAL                                                                            | ALDEANUEVA DEL CODONAL                                                                            | ALDEANUEVA DEL CODONAL                                                                            |                                                                                                   |                                                                                                   |                                                                                                   |
|                                                                                                   | 39,1                                                                                              |                                                                                                   |                                                                                                   |                                                                                                   | SG-V-3215 Aldehuela del Codonal                                                                   | SG-V-3215 Aldehuela del Codonal                                                                   |                                                                                                   |                                                                                                   |                                                                                                   |                                                                                                   |
|                                                                                                   | 39,2                                                                                              |                                                                                                   |                                                                                                   | SG-V-3433 Moraleja de Coca Santiuste de San Juan Bautista                                         | SG-V-3433 Moraleja de Coca Santiuste de San Juan Bautista                                         | SG-V-3433 Moraleja de Coca Santiuste de San Juan Bautista                                         | SG-V-3433 Moraleja de Coca Santiuste de San Juan Bautista                                         |                                                                                                   |                                                                                                   |                                                                                                   |
|                                                                                                   | 39,3                                                                                              |                                                                                                   |                                                                                                   | ALDEANUEVA DEL CODONAL                                                                            | ALDEANUEVA DEL CODONAL                                                                            | ALDEANUEVA DEL CODONAL                                                                            | ALDEANUEVA DEL CODONAL                                                                            |                                                                                                   |                                                                                                   |                                                                                                   |
|                                                                                                   | 44,1                                                                                              |                                                                                                   |                                                                                                   | CODORNIZ                                                                                          | CODORNIZ                                                                                          | CODORNIZ                                                                                          | CODORNIZ                                                                                          |                                                                                                   |                                                                                                   |                                                                                                   |
|                                                                                                   | 44,5                                                                                              |                                                                                                   |                                                                                                   | CODORNIZ                                                                                          | CODORNIZ                                                                                          | CODORNIZ                                                                                          | CODORNIZ                                                                                          |                                                                                                   |                                                                                                   |                                                                                                   |
|                                                                                                   | 47,0                                                                                              |                                                                                                   |                                                                                                   |                                                                                                   | Olmedo Valladolid                                                                                 | Olmedo Valladolid                                                                                 |                                                                                                   |                                                                                                   |                                                                                                   |                                                                                                   |
|                                                                                                   | 47,2                                                                                              |                                                                                                   |                                                                                                   |                                                                                                   |                                                                                                   | Adanero Madrid                                                                                    | Adanero Madrid                                                                                    |                                                                                                   |                                                                                                   |                                                                                                   |
|                                                                                                   | 47,4                                                                                              |                                                                                                   |                                                                                                   |                                                                                                   | Área de Servicio                                                                                  | Área de Servicio                                                                                  |                                                                                                   |                                                                                                   |                                                                                                   |                                                                                                   |
|                                                                                                   | 47,4                                                                                              | Montuenga Arévalo                                                                                 |                                                                                                   |                                                                                                   |                                                                                                   |                                                                                                   |                                                                                                   |                                                                                                   |                                                                                                   |                                                                                                   |
|                                                                                                   | 47,4                                                                                              | Vía de Servicio                                                                                   |                                                                                                   |                                                                                                   |                                                                                                   |                                                                                                   |                                                                                                   |                                                                                                   |                                                                                                   |                                                                                                   |
|                                                                                                   | 47,4                                                                                              | Santa María la Real de Nieva Segovia Madrid Valladolid                                            |                                                                                                   |                                                                                                   |                                                                                                   |                                                                                                   |                                                                                                   |                                                                                                   |                                                                                                   |                                                                                                   |
|                                                                                                   | 47,5                                                                                              |                                                                                                   |                                                                                                   | MONTUENGA                                                                                         | MONTUENGA                                                                                         | MONTUENGA                                                                                         | MONTUENGA                                                                                         |                                                                                                   |                                                                                                   |                                                                                                   |
|                                                                                                   | 47,8                                                                                              |                                                                                                   |                                                                                                   | MONTUENGA                                                                                         | MONTUENGA                                                                                         | MONTUENGA                                                                                         | MONTUENGA                                                                                         |                                                                                                   |                                                                                                   |                                                                                                   |
|                                                                                                   | 51,1                                                                                              |                                                                                                   |                                                                                                   |                                                                                                   |                                                                                                   |                                                                                                   |                                                                                                   |                                                                                                   |                                                                                                   |                                                                                                   |

### Tramo L. P. Segovia - Madrigal de las Altas Torres
| Arevalo (L. P. Segovia) - Madrigal de las Altas Torres (Intersección con ) | Arevalo (L. P. Segovia) - Madrigal de las Altas Torres (Intersección con ) | Arevalo (L. P. Segovia) - Madrigal de las Altas Torres (Intersección con ) | Arevalo (L. P. Segovia) - Madrigal de las Altas Torres (Intersección con ) | Arevalo (L. P. Segovia) - Madrigal de las Altas Torres (Intersección con ) | Arevalo (L. P. Segovia) - Madrigal de las Altas Torres (Intersección con ) | Arevalo (L. P. Segovia) - Madrigal de las Altas Torres (Intersección con ) | Arevalo (L. P. Segovia) - Madrigal de las Altas Torres (Intersección con ) | Arevalo (L. P. Segovia) - Madrigal de las Altas Torres (Intersección con ) | Arevalo (L. P. Segovia) - Madrigal de las Altas Torres (Intersección con ) | Arevalo (L. P. Segovia) - Madrigal de las Altas Torres (Intersección con ) |
| Esquema                                                                    | PK                                                                         | Sentido Zamora (creciente)                                                 | Sentido Zamora (creciente)                                                 | Sentido Zamora (creciente)                                                 | Sentido Zamora (creciente)                                                 | Sentido Segovia (decreciente)                                              | Sentido Segovia (decreciente)                                              | Sentido Segovia (decreciente)                                              | Sentido Segovia (decreciente)                                              | Notas                                                                      |
| Esquema                                                                    | PK                                                                         | Velocidad                                                                  | Elemento                                                                   | Salida                                                                     | Salida                                                                     | Salida                                                                     | Salida                                                                     | Elemento                                                                   | Velocidad                                                                  | Notas                                                                      |
| Esquema                                                                    | PK                                                                         | Velocidad                                                                  | Elemento                                                                   | Dir.                                                                       | Nombre                                                                     | Nombre                                                                     | Dir.                                                                       | Elemento                                                                   | Velocidad                                                                  | Notas                                                                      |
| -------------------------------------------------------------------------- | -------------------------------------------------------------------------- | -------------------------------------------------------------------------- | -------------------------------------------------------------------------- | -------------------------------------------------------------------------- | -------------------------------------------------------------------------- | -------------------------------------------------------------------------- | -------------------------------------------------------------------------- | -------------------------------------------------------------------------- | -------------------------------------------------------------------------- | -------------------------------------------------------------------------- |
|                                                                            | 51,1                                                                       |                                                                            |                                                                            |                                                                            |                                                                            |                                                                            |                                                                            |                                                                            |                                                                            |                                                                            |
|                                                                            | 52,1                                                                       |                                                                            |                                                                            | SC-AV-2 Terminal de Mercancías                                             | SC-AV-2 Terminal de Mercancías                                             | SC-AV-2 Terminal de Mercancías                                             | SC-AV-2 Terminal de Mercancías                                             |                                                                            |                                                                            |                                                                            |
|                                                                            | 53,6                                                                       |                                                                            |                                                                            |                                                                            | La Coruña SG-411 San Cristóbal de la Vega                                  | La Coruña SG-411 San Cristóbal de la Vega                                  |                                                                            |                                                                            |                                                                            |                                                                            |
|                                                                            | 53,6                                                                       | Arévalo Madrid                                                             |                                                                            |                                                                            |                                                                            |                                                                            |                                                                            |                                                                            |                                                                            |                                                                            |
|                                                                            | 53,6                                                                       | SC-AV-4 Terminal de Mercancías                                             |                                                                            |                                                                            |                                                                            |                                                                            |                                                                            |                                                                            |                                                                            |                                                                            |
|                                                                            | 53,6                                                                       | Segovia                                                                    |                                                                            |                                                                            |                                                                            |                                                                            |                                                                            |                                                                            |                                                                            |                                                                            |
|                                                                            | 53,9                                                                       |                                                                            |                                                                            |                                                                            | Harinera Villafranquina                                                    | Harinera Villafranquina                                                    |                                                                            |                                                                            |                                                                            |                                                                            |
|                                                                            | 53,9                                                                       | Arévalo Estación de FF.CC                                                  |                                                                            |                                                                            |                                                                            |                                                                            |                                                                            |                                                                            |                                                                            |                                                                            |
|                                                                            | 53,9                                                                       | Madrid SC-AV-5 Vía de Servicio                                             |                                                                            |                                                                            |                                                                            |                                                                            |                                                                            |                                                                            |                                                                            |                                                                            |
|                                                                            | 53,9                                                                       | Segovia La Coruña                                                          |                                                                            |                                                                            |                                                                            |                                                                            |                                                                            |                                                                            |                                                                            |                                                                            |
|                                                                            | 54,1                                                                       |                                                                            |                                                                            | SC-AV-3 Estación de FF.CC                                                  | SC-AV-3 Estación de FF.CC                                                  | SC-AV-3 Estación de FF.CC                                                  | SC-AV-3 Estación de FF.CC                                                  |                                                                            |                                                                            |                                                                            |
|                                                                            | 54,3                                                                       |                                                                            |                                                                            | Río Adaja                                                                  | Río Adaja                                                                  | Río Adaja                                                                  | Río Adaja                                                                  |                                                                            |                                                                            |                                                                            |
|                                                                            | 54,6                                                                       |                                                                            |                                                                            | ARÉVALO                                                                    | ARÉVALO                                                                    | ARÉVALO                                                                    | ARÉVALO                                                                    |                                                                            |                                                                            |                                                                            |
|                                                                            | 56,1                                                                       |                                                                            |                                                                            |                                                                            | AV-413 Centro Urbano Donhierro                                             | AV-413 Centro Urbano Donhierro                                             |                                                                            |                                                                            |                                                                            |                                                                            |
|                                                                            | 56,1                                                                       | Madrigal de las Altas Torres Salamanca Medina del Campo Valladolid         |                                                                            |                                                                            |                                                                            |                                                                            |                                                                            |                                                                            |                                                                            |                                                                            |
|                                                                            | 56,1                                                                       | AV-P-116 Palacios Rubios                                                   |                                                                            |                                                                            |                                                                            |                                                                            |                                                                            |                                                                            |                                                                            |                                                                            |
|                                                                            | 56,1                                                                       | Tiñosillos Hernansancho Ávila                                              |                                                                            |                                                                            |                                                                            |                                                                            |                                                                            |                                                                            |                                                                            |                                                                            |
|                                                                            | 56,1                                                                       | Segovia Madrid La Coruña                                                   |                                                                            |                                                                            |                                                                            |                                                                            |                                                                            |                                                                            |                                                                            |                                                                            |
|                                                                            | 56,5                                                                       |                                                                            |                                                                            | Río Arevalillo                                                             | Río Arevalillo                                                             | Río Arevalillo                                                             | Río Arevalillo                                                             |                                                                            |                                                                            |                                                                            |
|                                                                            | 56,6                                                                       |                                                                            |                                                                            | ARÉVALO                                                                    | ARÉVALO                                                                    | ARÉVALO                                                                    | ARÉVALO                                                                    |                                                                            |                                                                            |                                                                            |
|                                                                            | 57,4                                                                       |                                                                            |                                                                            |                                                                            | Arévalo Centro Urbano                                                      | Arévalo Centro Urbano                                                      |                                                                            |                                                                            |                                                                            |                                                                            |
|                                                                            | 57,4                                                                       | Polígono Industrial Madrid La Coruña                                       |                                                                            |                                                                            |                                                                            |                                                                            |                                                                            |                                                                            |                                                                            |                                                                            |
|                                                                            | 57,4                                                                       | Madrigal de las Altas Torres                                               |                                                                            |                                                                            |                                                                            |                                                                            |                                                                            |                                                                            |                                                                            |                                                                            |
|                                                                            | 57,4                                                                       | Camino Agrícola                                                            |                                                                            |                                                                            |                                                                            |                                                                            |                                                                            |                                                                            |                                                                            |                                                                            |
|                                                                            | 57,4                                                                       | Arevalo                                                                    |                                                                            |                                                                            |                                                                            |                                                                            |                                                                            |                                                                            |                                                                            |                                                                            |
|                                                                            | 59,0                                                                       |                                                                            |                                                                            | AV-P-141 Sinlabajos AV-P-142 Tornadizos de Arévalo AV-P-143 Donvidas       | AV-P-141 Sinlabajos AV-P-142 Tornadizos de Arévalo AV-P-143 Donvidas       | AV-P-141 Sinlabajos AV-P-142 Tornadizos de Arévalo AV-P-143 Donvidas       | AV-P-141 Sinlabajos AV-P-142 Tornadizos de Arévalo AV-P-143 Donvidas       |                                                                            |                                                                            |                                                                            |
|                                                                            | 65,2                                                                       |                                                                            |                                                                            | ALDEASECA                                                                  | ALDEASECA                                                                  | ALDEASECA                                                                  | ALDEASECA                                                                  |                                                                            |                                                                            |                                                                            |
|                                                                            | 65,5                                                                       |                                                                            |                                                                            | ALDEASECA                                                                  | ALDEASECA                                                                  | ALDEASECA                                                                  | ALDEASECA                                                                  |                                                                            |                                                                            |                                                                            |
|                                                                            | 68,2                                                                       |                                                                            |                                                                            |                                                                            | Fontiveros                                                                 | Fontiveros                                                                 |                                                                            |                                                                            |                                                                            |                                                                            |
|                                                                            | 68,5                                                                       |                                                                            |                                                                            | VILLANUEVA DEL ACERAL                                                      | VILLANUEVA DEL ACERAL                                                      | VILLANUEVA DEL ACERAL                                                      | VILLANUEVA DEL ACERAL                                                      |                                                                            |                                                                            |                                                                            |
|                                                                            | 68,7                                                                       |                                                                            |                                                                            | VILLANUEVA DEL ACERAL                                                      | VILLANUEVA DEL ACERAL                                                      | VILLANUEVA DEL ACERAL                                                      | VILLANUEVA DEL ACERAL                                                      |                                                                            |                                                                            |                                                                            |
|                                                                            | 75,2                                                                       |                                                                            |                                                                            | BARROMÁN                                                                   | BARROMÁN                                                                   | BARROMÁN                                                                   | BARROMÁN                                                                   |                                                                            |                                                                            |                                                                            |
|                                                                            | 75,4                                                                       |                                                                            |                                                                            | AV-P-140 Castellanos de Zapardiel San Esteban de Zapardiel                 | AV-P-140 Castellanos de Zapardiel San Esteban de Zapardiel                 | AV-P-140 Castellanos de Zapardiel San Esteban de Zapardiel                 | AV-P-140 Castellanos de Zapardiel San Esteban de Zapardiel                 |                                                                            |                                                                            |                                                                            |
|                                                                            | 75,6                                                                       |                                                                            |                                                                            | BARROMÁN                                                                   | BARROMÁN                                                                   | BARROMÁN                                                                   | BARROMÁN                                                                   |                                                                            |                                                                            |                                                                            |
|                                                                            | 75,6                                                                       |                                                                            |                                                                            | Río Zapardiel                                                              | Río Zapardiel                                                              | Río Zapardiel                                                              | Río Zapardiel                                                              |                                                                            |                                                                            |                                                                            |
|                                                                            | 77,1                                                                       |                                                                            |                                                                            |                                                                            | AV-P-138 Bercial de Zapardiel Mamblas                                      | AV-P-138 Bercial de Zapardiel Mamblas                                      |                                                                            |                                                                            |                                                                            |                                                                            |
|                                                                            | 81,0                                                                       |                                                                            |                                                                            |                                                                            | Madrigal de las Altas Torres (sur)                                         | Madrigal de las Altas Torres (sur)                                         |                                                                            |                                                                            |                                                                            |                                                                            |
|                                                                            | 81,5                                                                       |                                                                            |                                                                            | MADRIGAL DE LAS ALTAS TORRES                                               | MADRIGAL DE LAS ALTAS TORRES                                               | MADRIGAL DE LAS ALTAS TORRES                                               | MADRIGAL DE LAS ALTAS TORRES                                               |                                                                            |                                                                            |                                                                            |
|                                                                            | 81,6                                                                       |                                                                            |                                                                            | AV-P-138 Moraleja de Matacabras                                            | AV-P-138 Moraleja de Matacabras                                            | AV-P-138 Moraleja de Matacabras                                            | AV-P-138 Moraleja de Matacabras                                            |                                                                            |                                                                            |                                                                            |
|                                                                            | 82,1                                                                       |                                                                            |                                                                            | MADRIGAL DE LAS ALTAS TORRES                                               | MADRIGAL DE LAS ALTAS TORRES                                               | MADRIGAL DE LAS ALTAS TORRES                                               | MADRIGAL DE LAS ALTAS TORRES                                               |                                                                            |                                                                            |                                                                            |
|                                                                            | 82,2                                                                       |                                                                            |                                                                            |                                                                            | Medina del Campo                                                           | Medina del Campo                                                           |                                                                            |                                                                            |                                                                            |                                                                            |
|                                                                            | 82,2                                                                       | Peñaranda de Bracamonte                                                    |                                                                            |                                                                            |                                                                            |                                                                            |                                                                            |                                                                            |                                                                            |                                                                            |

### Tramo Madrigal de las Altas Torres - Cantalpino
| Madrigal de las Altas Torres (Intersección con ) - Cantalpino (Intersección con ) | Madrigal de las Altas Torres (Intersección con ) - Cantalpino (Intersección con ) | Madrigal de las Altas Torres (Intersección con ) - Cantalpino (Intersección con ) | Madrigal de las Altas Torres (Intersección con ) - Cantalpino (Intersección con ) | Madrigal de las Altas Torres (Intersección con ) - Cantalpino (Intersección con ) | Madrigal de las Altas Torres (Intersección con ) - Cantalpino (Intersección con ) | Madrigal de las Altas Torres (Intersección con ) - Cantalpino (Intersección con ) | Madrigal de las Altas Torres (Intersección con ) - Cantalpino (Intersección con ) | Madrigal de las Altas Torres (Intersección con ) - Cantalpino (Intersección con ) | Madrigal de las Altas Torres (Intersección con ) - Cantalpino (Intersección con ) | Madrigal de las Altas Torres (Intersección con ) - Cantalpino (Intersección con ) |
| Esquema                                                                           | PK                                                                                | Sentido Zamora (creciente)                                                        | Sentido Zamora (creciente)                                                        | Sentido Zamora (creciente)                                                        | Sentido Zamora (creciente)                                                        | Sentido Segovia (decreciente)                                                     | Sentido Segovia (decreciente)                                                     | Sentido Segovia (decreciente)                                                     | Sentido Segovia (decreciente)                                                     | Notas                                                                             |
| Esquema                                                                           | PK                                                                                | Velocidad                                                                         | Elemento                                                                          | Salida                                                                            | Salida                                                                            | Salida                                                                            | Salida                                                                            | Elemento                                                                          | Velocidad                                                                         | Notas                                                                             |
| Esquema                                                                           | PK                                                                                | Velocidad                                                                         | Elemento                                                                          | Dir.                                                                              | Nombre                                                                            | Nombre                                                                            | Dir.                                                                              | Elemento                                                                          | Velocidad                                                                         | Notas                                                                             |
| --------------------------------------------------------------------------------- | --------------------------------------------------------------------------------- | --------------------------------------------------------------------------------- | --------------------------------------------------------------------------------- | --------------------------------------------------------------------------------- | --------------------------------------------------------------------------------- | --------------------------------------------------------------------------------- | --------------------------------------------------------------------------------- | --------------------------------------------------------------------------------- | --------------------------------------------------------------------------------- | --------------------------------------------------------------------------------- |
|                                                                                   | 82,2                                                                              |                                                                                   |                                                                                   |                                                                                   | Medina del Campo                                                                  | Medina del Campo                                                                  |                                                                                   |                                                                                   |                                                                                   |                                                                                   |
|                                                                                   | 82,2                                                                              | Peñaranda de Bracamonte                                                           |                                                                                   |                                                                                   |                                                                                   |                                                                                   |                                                                                   |                                                                                   |                                                                                   |                                                                                   |
|                                                                                   | 92,4                                                                              |                                                                                   |                                                                                   | Río Trabancos                                                                     | Río Trabancos                                                                     | Río Trabancos                                                                     | Río Trabancos                                                                     |                                                                                   |                                                                                   |                                                                                   |
|                                                                                   | 93,8                                                                              |                                                                                   |                                                                                   |                                                                                   |                                                                                   |                                                                                   |                                                                                   |                                                                                   |                                                                                   |                                                                                   |
|                                                                                   | 96,8                                                                              |                                                                                   |                                                                                   | Cantalapiedra (Este)                                                              | Cantalapiedra (Este)                                                              | Cantalapiedra (Este)                                                              | Cantalapiedra (Este)                                                              |                                                                                   |                                                                                   |                                                                                   |
|                                                                                   | 97,8                                                                              |                                                                                   |                                                                                   |                                                                                   | Cantalapiedra (Sur)                                                               | Cantalapiedra (Sur)                                                               |                                                                                   |                                                                                   |                                                                                   |                                                                                   |
|                                                                                   | 97,8                                                                              | Palaciosrubios                                                                    |                                                                                   |                                                                                   |                                                                                   |                                                                                   |                                                                                   |                                                                                   |                                                                                   |                                                                                   |
|                                                                                   | 100,1                                                                             |                                                                                   |                                                                                   |                                                                                   | Cantalapiedra (Oeste)                                                             | Cantalapiedra (Oeste)                                                             |                                                                                   |                                                                                   |                                                                                   |                                                                                   |
|                                                                                   | 100,1                                                                             | Villaflores                                                                       |                                                                                   |                                                                                   |                                                                                   |                                                                                   |                                                                                   |                                                                                   |                                                                                   |                                                                                   |
|                                                                                   | 103,4                                                                             |                                                                                   |                                                                                   | Río Mazores                                                                       | Río Mazores                                                                       | Río Mazores                                                                       | Río Mazores                                                                       |                                                                                   |                                                                                   |                                                                                   |
|                                                                                   | 105,0                                                                             |                                                                                   |                                                                                   | Villaflores                                                                       | Villaflores                                                                       | Villaflores                                                                       | Villaflores                                                                       |                                                                                   |                                                                                   |                                                                                   |
|                                                                                   | 107,4                                                                             |                                                                                   |                                                                                   | Río Poveda                                                                        | Río Poveda                                                                        | Río Poveda                                                                        | Río Poveda                                                                        |                                                                                   |                                                                                   |                                                                                   |
|                                                                                   | 108,7                                                                             |                                                                                   |                                                                                   |                                                                                   | Cañizal                                                                           | Cañizal                                                                           |                                                                                   |                                                                                   |                                                                                   |                                                                                   |
|                                                                                   | 108,7                                                                             | Peñaranda de Bracamonte Cantalpino                                                |                                                                                   |                                                                                   |                                                                                   |                                                                                   |                                                                                   |                                                                                   |                                                                                   |                                                                                   |
|                                                                                   | 108,7                                                                             | Madrigal de las Altas Torres Segovia                                              |                                                                                   |                                                                                   |                                                                                   |                                                                                   |                                                                                   |                                                                                   |                                                                                   |                                                                                   |

### Tramo Cantalpino - Fuentesaúco
| Cantalpino (Intersección con ) - Fuentesaúco (Intersección con ZA-605 ) | Cantalpino (Intersección con ) - Fuentesaúco (Intersección con ZA-605 ) | Cantalpino (Intersección con ) - Fuentesaúco (Intersección con ZA-605 ) | Cantalpino (Intersección con ) - Fuentesaúco (Intersección con ZA-605 ) | Cantalpino (Intersección con ) - Fuentesaúco (Intersección con ZA-605 ) | Cantalpino (Intersección con ) - Fuentesaúco (Intersección con ZA-605 ) | Cantalpino (Intersección con ) - Fuentesaúco (Intersección con ZA-605 ) | Cantalpino (Intersección con ) - Fuentesaúco (Intersección con ZA-605 ) | Cantalpino (Intersección con ) - Fuentesaúco (Intersección con ZA-605 ) | Cantalpino (Intersección con ) - Fuentesaúco (Intersección con ZA-605 ) | Cantalpino (Intersección con ) - Fuentesaúco (Intersección con ZA-605 ) |
| Esquema                                                                 | PK                                                                      | Sentido Zamora (creciente)                                              | Sentido Zamora (creciente)                                              | Sentido Zamora (creciente)                                              | Sentido Zamora (creciente)                                              | Sentido Segovia (decreciente)                                           | Sentido Segovia (decreciente)                                           | Sentido Segovia (decreciente)                                           | Sentido Segovia (decreciente)                                           | Notas                                                                   |
| Esquema                                                                 | PK                                                                      | Velocidad                                                               | Elemento                                                                | Salida                                                                  | Salida                                                                  | Salida                                                                  | Salida                                                                  | Elemento                                                                | Velocidad                                                               | Notas                                                                   |
| Esquema                                                                 | PK                                                                      | Velocidad                                                               | Elemento                                                                | Dir.                                                                    | Nombre                                                                  | Nombre                                                                  | Dir.                                                                    | Elemento                                                                | Velocidad                                                               | Notas                                                                   |
| ----------------------------------------------------------------------- | ----------------------------------------------------------------------- | ----------------------------------------------------------------------- | ----------------------------------------------------------------------- | ----------------------------------------------------------------------- | ----------------------------------------------------------------------- | ----------------------------------------------------------------------- | ----------------------------------------------------------------------- | ----------------------------------------------------------------------- | ----------------------------------------------------------------------- | ----------------------------------------------------------------------- |
|                                                                         | 108,7                                                                   |                                                                         |                                                                         |                                                                         | Cañizal                                                                 | Cañizal                                                                 |                                                                         |                                                                         |                                                                         |                                                                         |
|                                                                         | 108,7                                                                   | Peñaranda de Bracamonte Cantalpino                                      |                                                                         |                                                                         |                                                                         |                                                                         |                                                                         |                                                                         |                                                                         |                                                                         |
|                                                                         | 108,7                                                                   | Madrigal de las Altas Torres Segovia                                    |                                                                         |                                                                         |                                                                         |                                                                         |                                                                         |                                                                         |                                                                         |                                                                         |
|                                                                         | 109,8                                                                   |                                                                         |                                                                         | Tarazona de Guareña                                                     | Tarazona de Guareña                                                     | Tarazona de Guareña                                                     | Tarazona de Guareña                                                     |                                                                         |                                                                         |                                                                         |
|                                                                         | 109,8                                                                   |                                                                         |                                                                         |                                                                         |                                                                         |                                                                         |                                                                         |                                                                         |                                                                         |                                                                         |
|                                                                         | 111,6                                                                   |                                                                         |                                                                         | VALLESA DE LA GUAREÑA                                                   | VALLESA DE LA GUAREÑA                                                   | VALLESA DE LA GUAREÑA                                                   | VALLESA DE LA GUAREÑA                                                   |                                                                         |                                                                         |                                                                         |
|                                                                         | 112,1                                                                   |                                                                         |                                                                         | ZA-L-2110 Olmo de la Guareña                                            | ZA-L-2110 Olmo de la Guareña                                            | ZA-L-2110 Olmo de la Guareña                                            | ZA-L-2110 Olmo de la Guareña                                            |                                                                         |                                                                         |                                                                         |
|                                                                         | 112,2                                                                   |                                                                         |                                                                         | VALLESA DE LA GUAREÑA                                                   | VALLESA DE LA GUAREÑA                                                   | VALLESA DE LA GUAREÑA                                                   | VALLESA DE LA GUAREÑA                                                   |                                                                         |                                                                         |                                                                         |
|                                                                         | 112,3                                                                   |                                                                         |                                                                         | Río Guareña                                                             | Río Guareña                                                             | Río Guareña                                                             | Río Guareña                                                             |                                                                         |                                                                         |                                                                         |
|                                                                         | 116,7                                                                   |                                                                         |                                                                         | CAÑIZAL                                                                 | CAÑIZAL                                                                 | CAÑIZAL                                                                 | CAÑIZAL                                                                 |                                                                         |                                                                         |                                                                         |
|                                                                         | 117,5                                                                   |                                                                         |                                                                         |                                                                         | Camino Agrícola                                                         | Camino Agrícola                                                         |                                                                         |                                                                         |                                                                         |                                                                         |
|                                                                         | 117,5                                                                   | Centro Urbano                                                           |                                                                         |                                                                         |                                                                         |                                                                         |                                                                         |                                                                         |                                                                         |                                                                         |
|                                                                         | 117,7                                                                   |                                                                         |                                                                         | CAÑIZAL                                                                 | CAÑIZAL                                                                 | CAÑIZAL                                                                 | CAÑIZAL                                                                 |                                                                         |                                                                         |                                                                         |
|                                                                         | 118,0                                                                   |                                                                         |                                                                         |                                                                         | ZA-604 Fuentelapeña                                                     | ZA-604 Fuentelapeña                                                     |                                                                         |                                                                         |                                                                         |                                                                         |
|                                                                         | 118,0                                                                   | Fuentesaúco Zamora Salamanca                                            |                                                                         |                                                                         |                                                                         |                                                                         |                                                                         |                                                                         |                                                                         |                                                                         |
|                                                                         | 118,0                                                                   | ZA-604 Tordesillas                                                      |                                                                         |                                                                         |                                                                         |                                                                         |                                                                         |                                                                         |                                                                         |                                                                         |
|                                                                         | 118,0                                                                   | Cañizal Segovia Peñaranda de Bracamonte                                 |                                                                         |                                                                         |                                                                         |                                                                         |                                                                         |                                                                         |                                                                         |                                                                         |
|                                                                         | 118,6                                                                   |                                                                         |                                                                         | Salamanca Portugal                                                      | Salamanca Portugal                                                      | Salamanca Portugal                                                      | Salamanca Portugal                                                      |                                                                         |                                                                         |                                                                         |
|                                                                         | 126,3                                                                   |                                                                         |                                                                         | Villaescusa (Oeste)                                                     | Villaescusa (Oeste)                                                     | Villaescusa (Oeste)                                                     | Villaescusa (Oeste)                                                     |                                                                         |                                                                         |                                                                         |
|                                                                         | 128,9                                                                   |                                                                         |                                                                         | Villaescusa (Este)                                                      | Villaescusa (Este)                                                      | Villaescusa (Este)                                                      | Villaescusa (Este)                                                      |                                                                         |                                                                         |                                                                         |
|                                                                         | 130,6                                                                   |                                                                         |                                                                         |                                                                         | Camino Agrícola                                                         | Camino Agrícola                                                         |                                                                         |                                                                         |                                                                         |                                                                         |
|                                                                         | 130,6                                                                   | Zamora                                                                  |                                                                         |                                                                         |                                                                         |                                                                         |                                                                         |                                                                         |                                                                         |                                                                         |
|                                                                         | 130,6                                                                   | SC-ZA-8 Fuentesaúco (Suroeste)                                          |                                                                         |                                                                         |                                                                         |                                                                         |                                                                         |                                                                         |                                                                         |                                                                         |
|                                                                         | 130,6                                                                   | Camino Agrícola                                                         |                                                                         |                                                                         |                                                                         |                                                                         |                                                                         |                                                                         |                                                                         |                                                                         |
|                                                                         | 130,6                                                                   | ZA-605 Salamanca                                                        |                                                                         |                                                                         |                                                                         |                                                                         |                                                                         |                                                                         |                                                                         |                                                                         |
|                                                                         | 130,6                                                                   | Cañizal Segovia                                                         |                                                                         |                                                                         |                                                                         |                                                                         |                                                                         |                                                                         |                                                                         |                                                                         |

### Tramo Fuentesaúco - El Piñero
| Fuentesaúco (Intersección con ZA-605 ) - El Piñero (Intersección con ZA-611 ) | Fuentesaúco (Intersección con ZA-605 ) - El Piñero (Intersección con ZA-611 ) | Fuentesaúco (Intersección con ZA-605 ) - El Piñero (Intersección con ZA-611 ) | Fuentesaúco (Intersección con ZA-605 ) - El Piñero (Intersección con ZA-611 ) | Fuentesaúco (Intersección con ZA-605 ) - El Piñero (Intersección con ZA-611 ) | Fuentesaúco (Intersección con ZA-605 ) - El Piñero (Intersección con ZA-611 ) | Fuentesaúco (Intersección con ZA-605 ) - El Piñero (Intersección con ZA-611 ) | Fuentesaúco (Intersección con ZA-605 ) - El Piñero (Intersección con ZA-611 ) | Fuentesaúco (Intersección con ZA-605 ) - El Piñero (Intersección con ZA-611 ) | Fuentesaúco (Intersección con ZA-605 ) - El Piñero (Intersección con ZA-611 ) | Fuentesaúco (Intersección con ZA-605 ) - El Piñero (Intersección con ZA-611 ) |
| Esquema                                                                       | PK                                                                            | Sentido Zamora (creciente)                                                    | Sentido Zamora (creciente)                                                    | Sentido Zamora (creciente)                                                    | Sentido Zamora (creciente)                                                    | Sentido Segovia (decreciente)                                                 | Sentido Segovia (decreciente)                                                 | Sentido Segovia (decreciente)                                                 | Sentido Segovia (decreciente)                                                 | Notas                                                                         |
| Esquema                                                                       | PK                                                                            | Velocidad                                                                     | Elemento                                                                      | Salida                                                                        | Salida                                                                        | Salida                                                                        | Salida                                                                        | Elemento                                                                      | Velocidad                                                                     | Notas                                                                         |
| Esquema                                                                       | PK                                                                            | Velocidad                                                                     | Elemento                                                                      | Dir.                                                                          | Nombre                                                                        | Nombre                                                                        | Dir.                                                                          | Elemento                                                                      | Velocidad                                                                     | Notas                                                                         |
| ----------------------------------------------------------------------------- | ----------------------------------------------------------------------------- | ----------------------------------------------------------------------------- | ----------------------------------------------------------------------------- | ----------------------------------------------------------------------------- | ----------------------------------------------------------------------------- | ----------------------------------------------------------------------------- | ----------------------------------------------------------------------------- | ----------------------------------------------------------------------------- | ----------------------------------------------------------------------------- | ----------------------------------------------------------------------------- |
|                                                                               | 130,6                                                                         |                                                                               |                                                                               |                                                                               | Camino Agrícola                                                               | Camino Agrícola                                                               |                                                                               |                                                                               |                                                                               |                                                                               |
|                                                                               | 130,6                                                                         | Zamora                                                                        |                                                                               |                                                                               |                                                                               |                                                                               |                                                                               |                                                                               |                                                                               |                                                                               |
|                                                                               | 130,6                                                                         | SC-ZA-8 Fuentesaúco (Suroeste)                                                |                                                                               |                                                                               |                                                                               |                                                                               |                                                                               |                                                                               |                                                                               |                                                                               |
|                                                                               | 130,6                                                                         | Camino Agrícola                                                               |                                                                               |                                                                               |                                                                               |                                                                               |                                                                               |                                                                               |                                                                               |                                                                               |
|                                                                               | 130,6                                                                         | ZA-605 Salamanca                                                              |                                                                               |                                                                               |                                                                               |                                                                               |                                                                               |                                                                               |                                                                               |                                                                               |
|                                                                               | 130,6                                                                         | Cañizal Segovia                                                               |                                                                               |                                                                               |                                                                               |                                                                               |                                                                               |                                                                               |                                                                               |                                                                               |
|                                                                               | 131,9                                                                         |                                                                               |                                                                               |                                                                               | ZA-602 Fuentelapeña                                                           | ZA-602 Fuentelapeña                                                           |                                                                               |                                                                               |                                                                               |                                                                               |
|                                                                               | 131,9                                                                         | ZA-602 Fuentesaúco (Oeste)                                                    |                                                                               |                                                                               |                                                                               |                                                                               |                                                                               |                                                                               |                                                                               |                                                                               |
|                                                                               | 132,9                                                                         |                                                                               |                                                                               |                                                                               | ZA-605 Toro                                                                   | ZA-605 Toro                                                                   |                                                                               |                                                                               |                                                                               |                                                                               |
|                                                                               | 132,9                                                                         | SC-ZA-9 Fuentesaúco (Noroeste)                                                |                                                                               |                                                                               |                                                                               |                                                                               |                                                                               |                                                                               |                                                                               |                                                                               |
|                                                                               | 134,6                                                                         |                                                                               |                                                                               | SC-ZA-8 Fuentesaúco (Noreste) ZA-602 El Cubo del Vino                         | SC-ZA-8 Fuentesaúco (Noreste) ZA-602 El Cubo del Vino                         | SC-ZA-8 Fuentesaúco (Noreste) ZA-602 El Cubo del Vino                         | SC-ZA-8 Fuentesaúco (Noreste) ZA-602 El Cubo del Vino                         |                                                                               |                                                                               |                                                                               |
|                                                                               | 144,6                                                                         |                                                                               |                                                                               | ARGUJILLO                                                                     | ARGUJILLO                                                                     | ARGUJILLO                                                                     | ARGUJILLO                                                                     |                                                                               |                                                                               |                                                                               |
|                                                                               | 145,5                                                                         |                                                                               |                                                                               |                                                                               | ZA-L-2103 San Miguel de la Ribera                                             | ZA-L-2103 San Miguel de la Ribera                                             |                                                                               |                                                                               |                                                                               |                                                                               |
|                                                                               | 145,5                                                                         | El Piñero Zamora ZA-L-2103 El Maderal                                         |                                                                               |                                                                               |                                                                               |                                                                               |                                                                               |                                                                               |                                                                               |                                                                               |
|                                                                               | 145,5                                                                         | El Maderal                                                                    |                                                                               |                                                                               |                                                                               |                                                                               |                                                                               |                                                                               |                                                                               |                                                                               |
|                                                                               | 145,5                                                                         | Fuentesaúco Segovia                                                           |                                                                               |                                                                               |                                                                               |                                                                               |                                                                               |                                                                               |                                                                               |                                                                               |
|                                                                               | 145,8                                                                         |                                                                               |                                                                               | ZA-L-2103 El Maderal                                                          | ZA-L-2103 El Maderal                                                          | ZA-L-2103 El Maderal                                                          | ZA-L-2103 El Maderal                                                          |                                                                               |                                                                               |                                                                               |
|                                                                               | 146,0                                                                         |                                                                               |                                                                               | ARGUJILLO                                                                     | ARGUJILLO                                                                     | ARGUJILLO                                                                     | ARGUJILLO                                                                     |                                                                               |                                                                               |                                                                               |
|                                                                               | 148,7                                                                         |                                                                               |                                                                               | ZA-L-2103 San Miguel de la Ribera                                             | ZA-L-2103 San Miguel de la Ribera                                             | ZA-L-2103 San Miguel de la Ribera                                             | ZA-L-2103 San Miguel de la Ribera                                             |                                                                               |                                                                               |                                                                               |
|                                                                               | 149,0                                                                         |                                                                               |                                                                               | EL PIÑERO                                                                     | EL PIÑERO                                                                     | EL PIÑERO                                                                     | EL PIÑERO                                                                     |                                                                               |                                                                               |                                                                               |
|                                                                               | 149,7                                                                         |                                                                               |                                                                               | EL PIÑERO                                                                     | EL PIÑERO                                                                     | EL PIÑERO                                                                     | EL PIÑERO                                                                     |                                                                               |                                                                               |                                                                               |
|                                                                               | 149,8                                                                         |                                                                               |                                                                               |                                                                               | ZA-611 Toro                                                                   | ZA-611 Toro                                                                   |                                                                               |                                                                               |                                                                               |                                                                               |
|                                                                               | 149,8                                                                         | ZA-611 El Cubo del Vino                                                       |                                                                               |                                                                               |                                                                               |                                                                               |                                                                               |                                                                               |                                                                               |                                                                               |

### Tramo El Piñero - Zamora
| El Piñero (Intersección con ZA-611 ) - Zamora (Intersección con ) | El Piñero (Intersección con ZA-611 ) - Zamora (Intersección con ) | El Piñero (Intersección con ZA-611 ) - Zamora (Intersección con ) | El Piñero (Intersección con ZA-611 ) - Zamora (Intersección con ) | El Piñero (Intersección con ZA-611 ) - Zamora (Intersección con ) | El Piñero (Intersección con ZA-611 ) - Zamora (Intersección con ) | El Piñero (Intersección con ZA-611 ) - Zamora (Intersección con ) | El Piñero (Intersección con ZA-611 ) - Zamora (Intersección con ) | El Piñero (Intersección con ZA-611 ) - Zamora (Intersección con ) | El Piñero (Intersección con ZA-611 ) - Zamora (Intersección con ) | El Piñero (Intersección con ZA-611 ) - Zamora (Intersección con ) |
| Esquema                                                           | PK                                                                | Sentido Zamora (creciente)                                        | Sentido Zamora (creciente)                                        | Sentido Zamora (creciente)                                        | Sentido Zamora (creciente)                                        | Sentido Segovia (decreciente)                                     | Sentido Segovia (decreciente)                                     | Sentido Segovia (decreciente)                                     | Sentido Segovia (decreciente)                                     | Notas                                                             |
| Esquema                                                           | PK                                                                | Velocidad                                                         | Elemento                                                          | Salida                                                            | Salida                                                            | Salida                                                            | Salida                                                            | Elemento                                                          | Velocidad                                                         | Notas                                                             |
| Esquema                                                           | PK                                                                | Velocidad                                                         | Elemento                                                          | Dir.                                                              | Nombre                                                            | Nombre                                                            | Dir.                                                              | Elemento                                                          | Velocidad                                                         | Notas                                                             |
| ----------------------------------------------------------------- | ----------------------------------------------------------------- | ----------------------------------------------------------------- | ----------------------------------------------------------------- | ----------------------------------------------------------------- | ----------------------------------------------------------------- | ----------------------------------------------------------------- | ----------------------------------------------------------------- | ----------------------------------------------------------------- | ----------------------------------------------------------------- | ----------------------------------------------------------------- |
|                                                                   | 149,8                                                             |                                                                   |                                                                   |                                                                   | ZA-611 Toro                                                       | ZA-611 Toro                                                       |                                                                   |                                                                   |                                                                   |                                                                   |
|                                                                   | 149,8                                                             | ZA-611 El Cubo del Vino                                           |                                                                   |                                                                   |                                                                   |                                                                   |                                                                   |                                                                   |                                                                   |                                                                   |
|                                                                   | 158,1                                                             |                                                                   |                                                                   | Gema (Este)                                                       | Gema (Este)                                                       | Gema (Este)                                                       | Gema (Este)                                                       |                                                                   |                                                                   |                                                                   |
|                                                                   | 158,5                                                             |                                                                   |                                                                   |                                                                   | Gema (Sur)                                                        | Gema (Sur)                                                        |                                                                   |                                                                   |                                                                   |                                                                   |
|                                                                   | 158,5                                                             | Jambrina                                                          |                                                                   |                                                                   |                                                                   |                                                                   |                                                                   |                                                                   |                                                                   |                                                                   |
|                                                                   | 159,0                                                             |                                                                   |                                                                   | Gema (Oeste)                                                      | Gema (Oeste)                                                      | Gema (Oeste)                                                      | Gema (Oeste)                                                      |                                                                   |                                                                   |                                                                   |
|                                                                   | 161,5                                                             |                                                                   |                                                                   | Casaseca de las Chanas (Este) ZA-623 Moraleja del Vino            | Casaseca de las Chanas (Este) ZA-623 Moraleja del Vino            | Casaseca de las Chanas (Este) ZA-623 Moraleja del Vino            | Casaseca de las Chanas (Este) ZA-623 Moraleja del Vino            |                                                                   |                                                                   |                                                                   |
|                                                                   | 162,5                                                             |                                                                   |                                                                   | ZA-623 Moraleja del Vino Casaseca de las Chanas (Oeste)           | ZA-623 Moraleja del Vino Casaseca de las Chanas (Oeste)           | ZA-623 Moraleja del Vino Casaseca de las Chanas (Oeste)           | ZA-623 Moraleja del Vino Casaseca de las Chanas (Oeste)           |                                                                   |                                                                   |                                                                   |
|                                                                   | 163,8                                                             |                                                                   |                                                                   | ARCENILLAS                                                        | ARCENILLAS                                                        | ARCENILLAS                                                        | ARCENILLAS                                                        |                                                                   |                                                                   |                                                                   |
|                                                                   | 164,3                                                             |                                                                   |                                                                   | ARCENILLAS                                                        | ARCENILLAS                                                        | ARCENILLAS                                                        | ARCENILLAS                                                        |                                                                   |                                                                   |                                                                   |
|                                                                   | 168,0                                                             |                                                                   |                                                                   |                                                                   | ZA-611 Moraleja del Vino                                          | ZA-611 Moraleja del Vino                                          |                                                                   |                                                                   |                                                                   |                                                                   |
|                                                                   | 168,0                                                             | ZA-P-1102 Villaralbo                                              |                                                                   |                                                                   |                                                                   |                                                                   |                                                                   |                                                                   |                                                                   |                                                                   |
|                                                                   | 168,0                                                             | Zamora Salamanca                                                  |                                                                   |                                                                   |                                                                   |                                                                   |                                                                   |                                                                   |                                                                   |                                                                   |
|                                                                   | 168,0                                                             | Fuentesaúco Segovia                                               |                                                                   |                                                                   |                                                                   |                                                                   |                                                                   |                                                                   |                                                                   |                                                                   |
|                                                                   | 168,6                                                             |                                                                   |                                                                   |                                                                   | Benavente                                                         | Benavente                                                         |                                                                   |                                                                   |                                                                   |                                                                   |
|                                                                   | 168,6                                                             | Zamora                                                            |                                                                   |                                                                   |                                                                   |                                                                   |                                                                   |                                                                   |                                                                   |                                                                   |
|                                                                   | 168,6                                                             | Salamanca                                                         |                                                                   |                                                                   |                                                                   |                                                                   |                                                                   |                                                                   |                                                                   |                                                                   |
|                                                                   | 168,6                                                             | Fuentesaúco Segovia                                               |                                                                   |                                                                   |                                                                   |                                                                   |                                                                   |                                                                   |                                                                   |                                                                   |
|                                                                   | 169,9                                                             |                                                                   |                                                                   | Zamora (Este) Valladolid Benavente                                | Zamora (Este) Valladolid Benavente                                | Zamora (Este) Valladolid Benavente                                | Zamora (Este) Valladolid Benavente                                |                                                                   |                                                                   |                                                                   |
|                                                                   | 169,980                                                           |                                                                   |                                                                   | Salamanca                                                         | Salamanca                                                         | Salamanca                                                         | Salamanca                                                         |                                                                   |                                                                   |                                                                   |